# كى كوباياشي
كى كوباياشي (باليابانية: 小林希唯) مواليد 30 يونيو 1976، هي مؤدية أصوات يابانية.

## الأعمال

### مسلسلات أنمي تلفزيونية
- همتارو
- الزئير التكتيكي
- الجاسوسات

### الدبلجة
- ذا أو سي
- الوالدان السحريان

## وصلات خارجية
- كى كوباياشي على موقع IMDb (الإنجليزية)
- كى كوباياشي على موقع قاعدة بيانات الفيلم (الإنجليزية)
- كى كوباياشي على موقع ANN person (الإنجليزية)